# دانيال ر روسيل
دانيال ر روسيل (بالإنجليزية: Daniel R. Russel) (و. 1953 – م) هو دبلوماسي من .